# Béal na Bláth
Béal na mBláth, oficialmente Béal Átha na Bláiche, é um vilarejo localizado no Condado de Cork na Irlanda.
A área ficou conhecida por ser o local onde o líder revolucionário irlandês Michael Collins foi emboscado e morto em 22 de agosto de 1922, durante a Guerra Civil Irlandesa. Comemorações são feitas todo domingo no aniversário de sua morte.